# Damot Sore
Damot Sore (en wolaitta : Daamoota Soore, en amharique : ዳሞት ሶሬ) est un woreda du sud de l'Éthiopie situé dans la zone Wolayita. Ce district a 100 683 habitants en 2007 et fait partie de la région des nations, nationalités et peuples du Sud jusqu'au transfert de la zone dans la région Éthiopie du Sud en août 2023.
Bordé au sud-est par Sodo Zuria, à l'ouest par Kindo Koysha, au nord-ouest par Boloso Bombe et au nord par Boloso Sore, Damot Sore s'est détaché de Boloso Sore au cours des années 2000[réf. souhaitée].
Son chef-lieu est la ville de Gununo.

## Données démographiques
Le recensement national de 2007 fait état de 100 683 habitants dans le district dont 6 % de citadins qui sont les 6 124 habitants de Gununo. Plus de 62 % des habitants du district sont protestants, 31 % sont orthodoxes et 5 % sont catholiques.
En 2022, la population est estimée sur le même périmètre à 139 440 personnes avec une densité de population de 771 personnes par km2 et 181 km2 de superficie.